# Porocara nigricollis
Porocara nigricollis is een keversoort uit de familie van de loopkevers (Carabidae). De wetenschappelijke naam van de soort is voor het eerst geldig gepubliceerd in 1986 door Baehr.
De soort komt alleen voor in het Noordelijk Territorium.